# Гильем II (граф Рибагорсы)
Гилье́м II (кат. Guillem  II, исп. Guillermo II) (убит в конце 1017 или начале 1018) — последний суверенный граф Рибагорсы (1011—1017/1018), представитель Рибагорсской династии.

## Биография

### В изгнании
Гильем II был единственным (внебрачным) сыном графа Рибагорсы Исарна I, погибшего 25 февраля 1003 года в битве с мусульманами при Альбесе. Из-за своего незаконного происхождения он не смог овладеть наследством отца, уступив право на престол Рибагорсы графине Тоде, единственному из оставшихся к этому времени в живых детей графа Рамона II.
Гильем уехал в графство Кастилию, где получил приют при дворе своего двоюродного брата, графа Кастилии Санчо Гарсии. Однако, покинув Рибагорсу, Гильем и далее продолжал считать себя претендентом на графство отца, о чём свидетельствует применение им в хартиях этого времени титула «граф Рибагорсы».
Правление графини Тоды совпало со временем активизации завоевательной политики Кордовского халифата в отношении христианских государств Пиренейского полуострова. В 1006 году хаджиб Абд аль-Малик аль-Музаффар совершил успешный поход на Рибагорсу и овладел южными и центральными районами графства. В руках Тоды осталась лишь северная часть её владений. Попытка графини вернуть себе утраченные земли путём брака с графом Пальярса Сунийе I успехом не увенчалась: её муж скончался в 1010 или 1011 году, так и не предприняв попытки возвратить захваченные маврами области.

Каталонские графства в IX—XII века

Дальнейшие события в Рибагорсе источники описывают по-разному. Согласно свидетельству большинства исторических документов, Тода, по точно неизвестным причинам, после смерти мужа не передала власть над Рибагорсой своим пасынкам, детям Сунийе от первого брака, а в 1011 году призвала из Кастилии Гильема и добровольно отдала ему власть над оставшимися у неё владениями. Однако некоторые хроники сообщают, что Гильем овладел графством с помощью кастильского войска, предоставленного ему графом Санчо Гарсией, и что избрание нового графа, осуществлённое под давлением кастильцев, было одобрено советом рибагорсской знати. Историки предполагают, что активная помощь, которую оказал Гильему II граф Кастилии, была обусловлена стремлением Санчо Гарсии воспрепятствовать укреплению влияния в этом регионе усиливающегося королевства Наварра.

### Правление
Главные усилия Гильема II во время его правления были направлены на сохранение и укрепление тех регионов его графства, которые не оказались под властью мусульман. С этой целью он выдал довольно большое количество дарственных и иммунных хартий различным поселениям, церквям и монастырям, находившимся в его владениях. Больша́я часть подобных документов была дана Гильемом совместно с его родственником, графом Пальярс-Хуссы Рамоном III, что свидетельствует о значительном влиянии, которое оказывал тот на графа Рибагорсы. Исторические источники до самого конца правления Гильема II не сообщают никаких подробностей о военной деятельности графа, однако историки предполагают, что столкновения рибагорсцев с маврами имели место, но были безрезультатными. Одновременно хроники свидетельствуют о больших военных успехах короля Наварры Санчо III Великого, которому к апрелю 1017 года удалось отвоевать у мусульман бо́льшую часть графства Рибагорсы, занятую теми в 1006 году. О том, возвратил ли Санчо III эти земли графу Гильему, исторические источники ничего не говорят.
Точная дата смерти графа Рибагосы Гильема II неизвестна. Последним датированным событием его жизни, было участие Гильема в интронизации нового епископа Роды Борреля, состоявшейся в Сео-де-Уржеле 24 ноября 1017 года, во время которой новый епископ, с согласия графа Рибагорсы, принёс клятву верности епископу Урхеля Эрменголу. Вскоре после этого (в конце 1017 или начале 1018 года) граф Рибагорсы совершил поход на Валь-д'Аран, во время которого он был убит неизвестными лицами при невыясненных до сих пор обстоятельствах.

## Борьба за наследство графа Гильема
Неизвестно, был ли Гильем II женат и имел ли детей. После смерти Гильема наиболее близкой из его родственников оказалась Майор, внучка графа Рибагорсы Рамона II и жена графа Пальярс-Хуссы Рамона III, которая была провозглашена собранием рибагорсской знати новой правительницей графства. Однако ей и её мужу так и не удалось получить реальную власть в графстве, так как о своих правах на Рибагорсу объявил король Наварры Санчо III Великий, ссылавшийся на право владеть этим графством как наследством своей жены, Муниадонны Санчес, правнучки графа Рамона II. Под угрозой войны с Наваррой уже в 1018 году местная знать признала новыми правителями Рибагорсы Муниадонну и короля Санчо III, после чего графство вошло в состав Наваррского королевства.